# Tai Chi Chuan
Tai Chi Chuan ili Tàijí quán (太極拳) je kineska borilačka vještina koja se zasniva na blagim i umirujućim pokretima kako bi se pokrenula unutrašnja energija "Chi". Iz tog razloga u svijetu je postao popularan kao masovni oblik rekreacije i vježbe za postizanje dugovječnosti. Taoistički mudraci zovu ga "Eliksir mladosti". Poznato je da neke zdravstvene ustanove koriste Tai Chi kao oblik terapije za ozdravljenje od mnogih bolesti. Tai Chi Chuan postaje kako i samo njegovo ime kaže "Vrhunska vještina borenja" kada se ovladaju svi principi vježbanja.
Osnivač Tai Chi Chuana je Chang San-feng. Živio je na svetoj planini Wudang u Kini. Rođen je u ponoć, 9. travnja 1247. godine. Chang je koristio Tao - prirodni put i kreirao nešto što je u ono vrijeme bilo suprotno uvriježenim stavovima o vještinama borbe. Dugo je promatrao vještine koje su u međusobnoj borbi koristili ždral i zmija. Poslije dugog usavršavanja, uz veliko poznavanje prirodnih zakona o energijama neba, čovjeka i zemlje, nastale su osnove Tai Chi Chuana.
Naziv Tai Chi Chuan potječe od dviju riječi - “Tai Chi” (taiji), u kineskoj filozofiji koncept “točke najvišeg dometa", "polaran" ili “vrhunac uzvišenja”, nasuprot “Wu Chi” (wuji) konceptu (bukvalno prevedenom kao “bez polova” ili “beskonačan”) i “Chuan” (quan) odnosno “pesnica”, termin koji se odnosi na borilačke vještine bez uporabe oružja.
Iako se Tai Chi Chuan često skraćeno zove Tai Chi, ta dva pojma su zapravo potpuno različita. Tai Chi se, kako u Taoizmu tako i u Konfucionizmu, često spominje u sprezi s kineskom kozmologijom gdje označava početak Univerzuma (što bi se moglo odnositi na nešto poput tzv. velikog praska). U tom kontekstu, Wu Chi bi označavao stanje koje je postojalo prije kosmosa a Tai Chi nakon njegovog nastanka. Simbol Tai Chia tzv. taijitu   je predstavljen jedinstvom dvaju suprotnosti u obliku dvaju riba, jedne crne a druge bijele, unutar zatvorenog kruga. Drugim riječima, Tai Chi u kineskoj filozofiji predstavlja jedinstvo ili međuovisnost svega što postoji.
Osim toga, vrijedno pomena je i to da se riječ Chi u nazivu Tai Chi Chuan ne brka s nazivom “chi” (ili “qi” 气) koji u kineskoj medicini označava “vitalnu silu”. Do toga je došlo stoga što se na englskom umjesto “ji” (极), znak za “polarnost” ili “krajnost”, pogrešno izgovarao kao “chi”. Da bi se to spriječilo, sve više se i na zapadu pribjegava korištenju izraza “Taiji quan” (izgovara se tai đi ćuen) umjesto Tai Chi Chuan, kako u svakodnevnom govoru tako i na najvišem nivou kao npr. u svjetskoj organizaciji kineskih borilačkih vještina International Wushu Federation (IWUF).
Način korištenja Tai Chi Chuana u borbi je potpuno zasnovan na principima jin i janga i njihovoj dinamičkoj međupovezanosti. Svaka cjelina ima dvije strane i sve u prirodi i univerzumu se mijenja iako naizgled miruje. Tako i tijelo Tai Chi Chuan majstora koje, iako plovi polako kao rijeka, može da obuzda svatkog tko pokuša da ga napadne koristeći snagu ili brzinu. 
Unutar je mir, vani pokret. Kako se težište prebaci na jednu nogu, druga postane slobodna i laka. Dok jedan dio tijela miruje drugi se polako pokreće. Dok se jedan dio tijela opusti i postane mek kao pjena, drugi postane tvrd kao kamen… Gornji i donji dio tijela, lijevo i desno, napred / nazad, pokret / mirovanje, sve se koristi u skladu s okruženjem i u cilju borbe u kojoj je ideal pobijediti sa što manje truda. Ali Tai Chi Chuan je daleko više nego samo borilačka vještina jer onaj tko ovlada principima univerzuma shvati da neprijatelj zapravo uopće i ne postoji.
Načina na koji se Tai Chi Chuan trenira ima mnogo ali se u praksi načešće koriste sklopovi pokreta sa zamišljenim protivnicima tzv. taolu (s ili bez oružja), vježbe dugotrajnog uspravnog stajanja sa savijenim koljenima tzv. zhan zhuang za veću izdržljivost tijela (pogotovo nogu) i jačanje chia, te jedne vrste hrvanja, tzv. tuishou, u kojoj je cilj da se protivnik izbaci iz ravnoteže guranjem (ili spriječi obranom) ali jedino korištenjem ruku ili tijela.
Danas se Tai Chi Chuan proširio već svuda po svijetu. Većina mnogobrojnih modernih stilova se razvila na osnovama jednog od pet tradicionalnih stilova: Chen, Yang, Sun, Wu i drugi Wu (na kineskom se pišu drugačije). Ali svi oni povijesno potječu iz sela Chenjiagou u Henan provinciji.
U Kini Tai Chi Chuan potpada u grupu tzv. Wudang stilova koji se karakteriziraju upotrebom tzv. unutarnje sile. Wudang je inače planina u Kini ali se ovaj termin često puta više koristi u svrhu razlučivanja unutarnjih / mekih (neijia) od vanjskih / tvrdih (waijia) stilova Kung Fua, nego na njihovo stvarno podrijetlo. Drugim riječima to ne znači da su se oni razvili na toj planini već samo da imaju puno sličnosti s ondašnjim stilovima (kao što je to ovdje slučaj s Tai Chi Chuanom).